# 마리야 키릴로브나 여대공
마리야 키릴로브나 여대공(Grand Duchess Maria Kirillovna of Russia, 1907년 2월 2일 ~ 1951년 10월 25일)은 러시아의 대공 키릴 블라디미로비치와 빅토리아 멜리타 폰 작센코부르크고타 공녀 사이에서 태어난 장녀이다. 그녀는 부모님이 니콜라이 2세 황제의 승인을 받지 못해 망명 중이었을 때 코부르크에서 태어났다. 그녀는 일반적으로 프랑스어 버전인 "마리" 또는 러시아 별명 "마샤"로 불렸다. 가족은 제1차 세계 대전 이전에 러시아로 돌아왔지만 1917년 러시아 혁명 이후 강제로 도망쳐야 했다.